# François Tombalbaye
François Tombalbaye (Moyen-Chari, 15 de junho de 1918 - N'Djamena, 13 de abril de 1975) foi um professor, ativista sindical e político chadiano, sendo seu primeiro presidente entre 1960 e 1975.

## Inicio de vida e política
Tombalbaye nasceu no sul do Chade, sendo educado na sua infância e adolescência por missionários protestantes franceses, tornando-se mais tarde professor. Mas seu maior interesse foi a política onde começou em 1946, e no mesmo ano ajudando na criação do Partido Progressita de Chade (PPT em frances) e depois fundando o primeiro sindicato do país. No ano de 1952, conseguiu ser eleito presidente da Assembleia Nacional, que na época ainda era governo colonial.

## Governo
Tombalbaye foi o chefe do governo colonial de Chade entre 1959 e 1960, e após a independência em 11 de agosto de 1960 foi nomeado presidente do país.
Após a independência, ele adotou uma forma autocrática de governo, virando um ditador. No inicio de 1962, eliminou a oposição dentro e fora do partido, banindo todos os outros partidos políticos, mantendo somente o seu, o Partido Progressita de Chade (PPT em francês). No ano seguinte, após grandes tumultos e protestos nas cidades de N'Djamena e Am Timan, declarou estado de emergência e dissolveu a Assembleia Nacional.
Durante seu período como presidente, passou pela Guerra Civil que culminou em seu assassinato em abril de 1975, pelos membros das forças militares, mas não com fim da guerra que terminou somente em 1979.